# Marvin Loría
Marvin Antonio Loría Leitón (Tibás, San José, Costa Rica, 24 de abril de 1997) es un futbolista costarricense que juega de extremo derecho en el Deportivo Saprissa de la Primera División de Costa Rica.

## Trayectoria

### Inicios
Marvin Loría nació el 24 de abril de 1997 en Tibás, San José. Es originario del distrito de Llorente del cantón tibaseño, y desde pequeño comenzó a formarse deportivamente en las divisiones inferiores del Deportivo Saprissa. Luego de superar los ascensos por su edad, recaló en la categoría Sub-17. Disputó el torneo de alto rendimiento de 2013, pero su club quedó eliminado y sin la posibilidad de hacerse con el título. Paralelamente, el conjunto de Primera División atravesó una serie de bajas por las numerosas lesiones de los futbolistas. Debido a esto, Alonso Solís, asistente técnico de Generación Saprissa, recomendó a Loría con el entrenador Ronald González, quien requería un jugador de característica ofensiva. Posteriormente integró los entrenamientos hasta ser llamado para conformar una nómina.

### Deportivo Saprissa
El mediocentro fue parte del banquillo y sin participación en la jornada 19 del Campeonato de Invierno 2013, en la que los saprissistas enfrentaron al Santos de Guápiles en el Estadio Ricardo Saprissa. El marcador fue de victoria 2-0. Marvin tuvo su debut como profesional a los 16 años el 24 de noviembre en el juego contra el Cartaginés, en condición de local. Bajo las órdenes de Ronald González, Loría fue titular por 64 minutos, recibió tarjeta amarilla y fue reemplazado por Diego Estrada. El empate a un tanto prevaleció hasta el final. Después no fue tomado en consideración para la fase eliminatoria, la cual su equipo perdió en las semifinales.

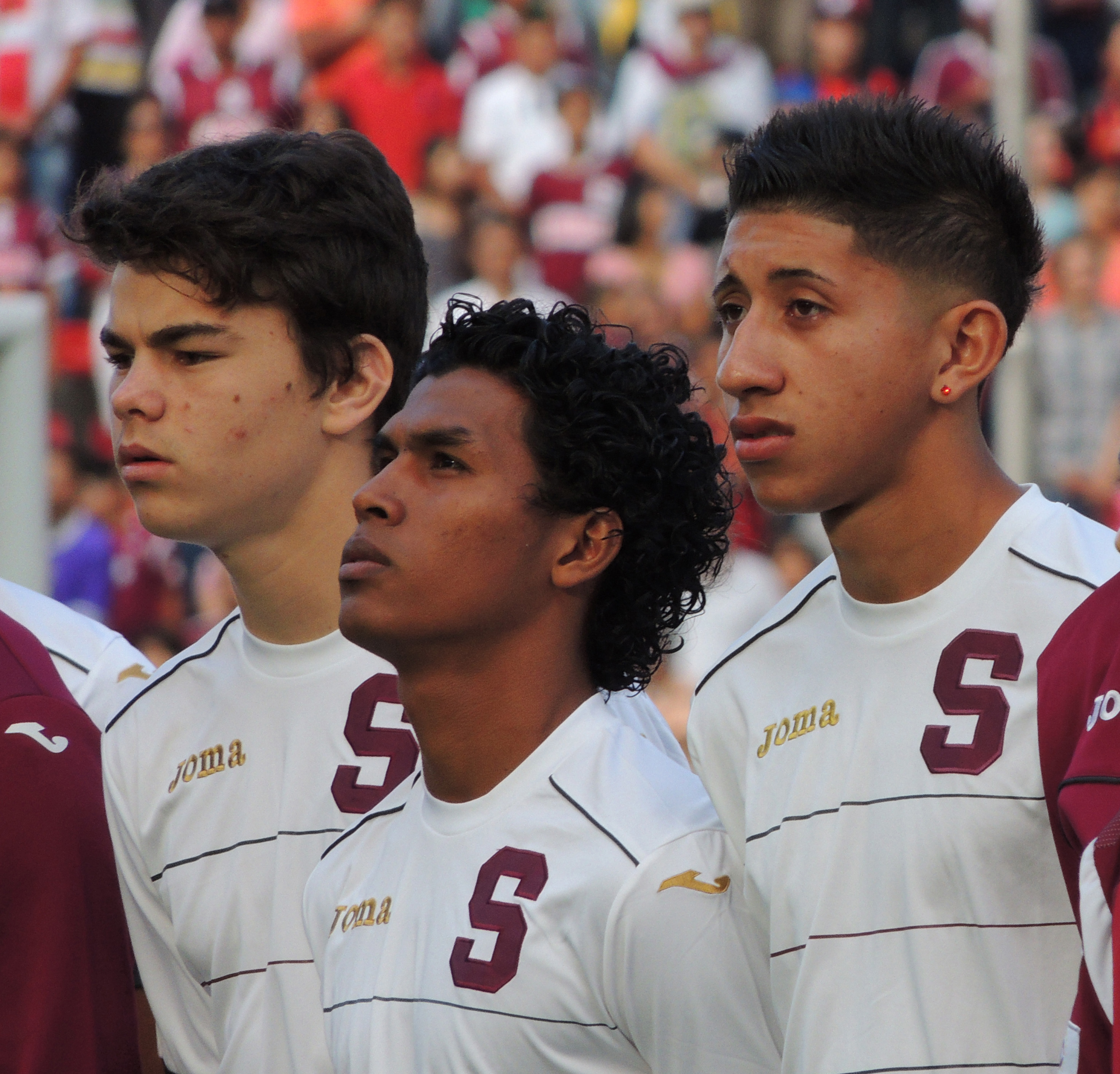
Mario Sequeira (izquierda), Jordan Medina (centro) y Marvin Loría (derecha), juveniles del Saprissa en enero de 2015.

Durante dos temporadas consecutivas permaneció en el conjunto del alto rendimiento y del filial Generación Saprissa. El 8 de marzo de 2015 regresó al club absoluto, en la fecha 11 del Campeonato de Verano contra Carmelita. Sin embargo, quedó en el banquillo en el triunfo de 4-0. Debutó en la competencia por el director técnico Jeaustin Campos el 29 de marzo ante Belén. El centrocampista participó 51 minutos y fue sustituido por Reinaldo Brenes. El resultado culminó en pérdida de 1-2. Luego salió del país para una prueba durante un mes con el OGC Nice de la Ligue 1. Entrenó con el segundo equipo de esta organización, donde fue acompañado por el coordinador de divisiones menores Randall Row.
A causa de las ausencias de varios de sus compañeros por selección nacional, el mediocentro fue tomado en consideración para afrontar el Torneo de Copa 2015 con una escuadra mayoritariamente alternativa. El 8 de julio se desarrolló la primera fase contra Guanacasteca en el Estadio Edgardo Baltodano. El futbolista quedó en la suplencia y el marcador de 1-2 favoreció a los morados. La segunda etapa fue cuatro días después en el Estadio "Coyella" Fonseca ante Pérez Zeledón. De igual forma estuvo en el banquillo, mientras que su club empató sin goles. Al finalizar el tiempo reglamentario, los penales fueron requeridos para decidir el ganador; las cifras de 5-6 provocaron la eliminación de los tibaseños.

### S. L. Benfica "B"
El 31 de agosto de 2015 se confirmó la cesión de Loría con el Sport Lisboa e Benfica "B" de Portugal. Semanas anteriores había sido enviado al país europeo para realizar una pasantía en las categorías inferiores del F. C. Oporto, pero los Águilas ofertaron de manera oficial con el Saprissa. El jugador fue firmado una temporada a préstamo con opción de compra. Se destaca su participación en la fase de grupos de la UEFA Youth League. Estuvo en el banquillo el 30 de septiembre contra el Atlético de Madrid Juvenil en el Estadio Cerro del Espino, donde el marcador concluyó en victoria de 1-2. Debutó en la competencia internacional el 3 de noviembre ante el Galatasaray en el Caixa Futebol Campus. Marvin entró de cambio por Logan Martin al minuto 63' y su club triunfó con cifras de 2-0. Al término de las jornadas, su equipo se colocó líder del grupo C con 16 puntos, por encima de rivales como el Atlético de Madrid de España, Galatasaray de Turquía y Astana de Kazajistán. Los octavos de final se dieron el 24 de febrero de 2016 frente a Příbram de República Checa. La igualdad de 1-1 en el tiempo regular obligó la serie hasta los lanzamientos desde el punto de penal; el marcador de 3-5 dio la clasificación a los de su conjunto. Sin embargo, el 8 de marzo se confirmó la eliminación de los Águilas tras perder 2-0 ante el Real Madrid Juvenil. Por la alta cantidad de futbolistas Sub-19, el mediocentro no tuvo la suficiente participación bajo la dirección técnica de João Tralhão y, al término de la temporada, su club no logró hacerse con el título nacional. El 16 de mayo se anunció su regreso al Deportivo Saprissa, equipo dueño de su ficha.

### Deportivo Saprissa
En la primera fecha del Campeonato de Invierno 2016, su conjunto hizo frente al recién ascendido San Carlos, el 16 de julio en el Estadio Nacional. Sus compañeros Ulises Segura, David Guzmán y Rolando Blackburn anotaron, pero el empate de 3-3 prevaleció hasta el final del juego. El centrocampista no fue convocado. El 18 de agosto se inauguró la Concacaf Liga de Campeones donde su equipo, en condición de local, tuvo como adversario al Dragón de El Salvador. Marvin no fue tomado en cuenta y el resultado culminó en triunfo con marcador abultado de 6-0. El 25 de agosto se desarrolló la segunda fecha de la competencia continental, de nuevo contra los salvadoreños, pero de visitante en el Estadio Cuscatlán. Tras los desaciertos de sus compañeros en acciones claras de gol, el resultado de 0-0 se vio reflejado al término de los 90 minutos. Debido a las cargas físicas por juegos tan consecutivos, el entrenador Carlos Watson varió su nómina para el compromiso de tres días después ante Pérez Zeledón, donde incluyó a Loría como titular. El mediocentro ofensivo tuvo su debut en la victoria de 4-0. La tercera jornada del torneo del área se llevó a cabo el 14 de septiembre, en el Estadio Ricardo Saprissa contra el Portland Timbers de Estados Unidos. A pesar de que su club inició perdiendo desde el minuto 4', logró sobreponerse a la situación tras desplegar un sistema ofensivo. Los goles de sus compañeros Fabrizio Ronchetti y el doblete de Marvin Angulo, sumado a la anotación en propia del futbolista rival Jermaine Taylor, fueron suficientes para el triunfo de 4-2. El 19 de octubre se tramitó el último encuentro de la fase de grupos, por segunda vez ante los estadounidenses, en el Providence Park de Portland, Oregon. El jugador no fue convocado, y el desenlace del compromiso finiquitó igualado a un tanto, dándole la clasificación de los morados a la etapa eliminatoria de la competencia. En el vigésimo segundo partido de la primera fase de la liga nacional, su conjunto enfrentó a Liberia en el Estadio Ricardo Saprissa. El marcador de 3-1 aseguró el liderato para su grupo con 49 puntos, y además un cupo para la cuadrangular final. El 15 de diciembre su equipo venció 2-0 al Herediano, para obtener el primer lugar de la última etapa del certamen y así proclamarse campeón automáticamente. Con esto, los morados alcanzaron la estrella número «33» en su historia y Loría logró el primer título de liga en su carrera. Estadísticamente, contabilizó dos apariciones para un total de 117 minutos disputados.
Para el inicio del Campeonato de Verano 2017 que se llevó a cabo el 8 de enero, el equipo saprissista tuvo la visita al Estadio Carlos Ugalde, donde enfrentó a San Carlos. Por su parte, Marvin Loría cambió su dorsal a «27» y esperó en la suplencia, para luego entrar como relevo por Heiner Mora al minuto 68'. El marcador fue con derrota de 1-0. La reanudación de la Liga de Campeones de la Concacaf, en la etapa de ida de los cuartos de final, tuvo lugar el 21 de febrero, fecha en la que su club recibió al Pachuca de México en el Estadio Ricardo Saprissa. El mediocentro quedó descartado de la lista de convocados por deberes con la Selección Sub-20 de Costa Rica, y el trámite del encuentro se consumió en empate sin anotaciones. El 28 de febrero fue el partido de vuelta del torneo continental, en el Estadio Hidalgo. Las cifras finales fueron de 4-0 a favor de los Tuzos. El 12 de abril, en el áspero partido contra Pérez Zeledón en el Estadio Ricardo Saprissa, su club estuvo por debajo en el marcador por el gol del adversario en tan solo cuatro minutos después de haber iniciado el segundo tiempo. El bloque defensivo de los generaleños le cerró los espacios a los morados para desplegar el sistema ofensivo del entrenador Carlos Watson, pero al minuto 85', su compañero Daniel Colindres brindó un pase filtrado al uruguayo Fabrizio Ronchetti para que este definiera con un remate de pierna izquierda. Poco antes de finalizada la etapa complementaria, el defensor Dave Myrie hizo el gol de la victoria 2-1. Con este resultado, los saprissistas aseguraron el liderato del torneo a falta de un compromiso de la fase de clasificación. A causa de la derrota 1-2 de local ante el Santos de Guápiles, su equipo alcanzó el tercer puesto de la cuadrangular y por lo tanto quedó instaurado en la última instancia al no haber obtenido nuevamente el primer sitio. El 17 de mayo se desarrolló el juego de ida de la final contra el Herediano, en el Estadio Rosabal Cordero. El volante aguardó desde la suplencia en la pérdida de 3-0. En el partido de vuelta del 21 de mayo en el Estadio Ricardo Saprissa, los acontecimientos que liquidaron el torneo fueron de fracaso con números de 0-2 a favor de los oponentes, y un agregado de 0-5 en la serie global.
El comienzo de su conjunto en el Torneo de Apertura 2017 se produjo el 30 de julio como local en el Estadio "Fello" Meza de Cartago contra Carmelita. Por otro lado, el jugador quedó fuera de convocatoria y el marcador culminó en victoria con cifras de 4-2. El 17 de noviembre sufrió una lesión durante un juego en la liga de alto rendimiento de su club ante Guadalupe, por lo que cuatro días después fue sometido a una cirugía en el hombro izquierdo para corregir la luxación en esa área. Su tiempo de recuperación sería de aproximadamente un mes. El equipo tibaseño quedó sin posibilidades de optar por el título tras finalizar de segundo en la cuadrangular.
Con miras al Torneo de Clausura 2018, su equipo cambió de entrenador debido al retiro de Carlos Watson, siendo Vladimir Quesada —quien fuera el asistente la campaña anterior— el nuevo estratega. Loría quedó fuera de convocatoria en la primera fecha del 7 de enero ante Liberia, en el Estadio Edgardo Baltodano, donde se dio la victoria de los morados por 0-3. Debutó el 14 de enero en el duelo de visita frente al Cartaginés, tras haber ingresado de cambio al minuto 80' por Daniel Colindres. El jugador puso el pase a gol a su compañero Michael Barrantes cuyo tanto concluyó con el triunfo de 0-3.

### Portland Timbers 2
El 5 de marzo de 2018, el Deportivo Saprissa llega a un acuerdo para que Loría juegue en el Portland Timbers 2, de la United Soccer League, hasta el 31 de diciembre de ese año en calidad de cedido.

### Portland Timbers
El 10 de diciembre de 2018, una vez concluido su préstamo en el equipo filial de Portland Timbers, este ejerce la acción de compra sobre el jugador para ficharlo al conjunto absoluto de la Major League Soccer.

## Selección nacional

### Categorías inferiores
El entrenador Frank Carrillo, de la Selección Sub-15 de Costa Rica, dio el 15 de junio de 2012 la lista de convocados para llevar a cabo la realización de la Copa México de Naciones. En su nómina destacó el llamado de Loría. El 18 de junio fue el primer encuentro ante el combinado juvenil de Colombia, donde el marcador concluyó en derrota con cifras de goleada 7-0. El segundo compromiso se desarrolló al siguiente día, siendo el rival Estados Unidos. El resultado fue de pérdida de 1-3. El último juego acabó en derrota de 4-1, contra España. Por lo tanto, su país quedó en el último lugar de la tabla del grupo B sin sumar puntos.
Desde el 19 de enero de 2016, el extremo izquierdo fue considerado en la nómina del director técnico Marcelo Herrera, para disputar una serie de amistosos con la Selección Sub-20 en España. El 21 de marzo fue el primer encuentro ante el Marbella F.C. en el Estadio José Burgos. El futbolista entró de cambio y anotó en la victoria de 5-0. Los demás tantos fueron de sus compañeros Ariel Zapata, John Lara y Jimmy Marín, quien hizo doblete. Dos días después, los costarricenses efectuaron su segundo compromiso, siendo como adversario el combinado de Catar en el Estadio La Cala en Málaga. El jugador apareció como titular en la derrota de 2-0. El 24 de marzo se desarrolló el tercer cotejo frente al Estepona, partido en el cual esperó como suplente, mientras que su conjunto triunfó con marcador de 2-0. Tres días posteriores, su selección salió con una pérdida de 1-0 contra el Þróttur Reykjavík de Islandia. El 28 de marzo fue el último juego, en la goleada de 6-1 sobre el filial del Málaga. Loría marcó un doblete al igual que su compañero Shuander Zúñiga, y las otras anotaciones fueron de Flavio Fonseca y Kevin Masís. Con esto los Ticos finalizaron su preparación en territorio español.
El 27 de junio de 2016, la escuadra Sub-20 costarricense viajó a Estados Unidos para llevar a cabo la participación en una cuadrangular en Carson, California. El entrenador Herrera dio la nómina de convocados donde Loría se encontró en la misma. Dos días después se desarrolló el primer compromiso frente los estadounidenses, en el cual el futbolista apareció como titular en la pérdida de 2-0. El 1 de julio se efectuó el partido ante Japón que culminó en derrota de 3-0. Marvin inició como titular en este cotejo. En el último encuentro contra Panamá, el centrocampista quedó en la suplencia en el empate sin anotaciones.
El 22 de agosto de 2016, la Federación Costarricense de Fútbol anunció dos nuevos amistosos más en condición de local, específicamente en el Complejo Deportivo Fedefutbol-Plycem contra Canadá. El primero de ellos se efectuó el 1 de septiembre, donde Marvin no apareció en la victoria de 2-1. Dos días después, el director técnico varió la nómina que utilizó ante los canadienses, para añadir la incorporación del jugador en el segundo cotejo. Se mostró en el segundo tiempo y sus compañeros Alonso Martínez y Andy Reyes marcaron los tantos para el triunfo de 2-0.
La primera convocatoria del combinado Sub-20 de su nación tuvo lugar el 30 de enero de 2017, en la cual se dio a conocer la nómina de 30 jugadores de cara a los encuentros amistosos en territorio hondureño. En el selecto grupo apareció el llamado de Marvin Loría. El primer encuentro se realizó el día siguiente en el Estadio Carlos Miranda de Comayagua, donde su país enfrentó al conjunto de Honduras. En esa oportunidad, el mediocampista fue suplente y el resultado acabó en derrota de 3-2. El 3 de febrero fue el segundo compromiso, de nuevo contra los catrachos en el mismo escenario deportivo. A diferencia del juego anterior, Loría apareció como titular y el marcador definió la pérdida de 2-0.

#### Campeonato Sub-20 de la Concacaf 2017
El representativo costarricense Sub-20, para el Campeonato de la Concacaf de 2017, se definió oficialmente el 10 de febrero. En la lista de convocados que dio el director técnico Marcelo Herrera se incluyó al centrocampista. El primer partido fue el 19 de febrero en el Estadio Ricardo Saprissa, donde su combinado enfrentó a El Salvador. En esta oportunidad, Loría fue titular con la dorsal «16», salió de cambio al minuto 71' por Roberto Córdoba y el resultado concluyó con la derrota inesperada de 0-1. La primera victoria de su país fue obtenida tres días después en el Estadio Nacional, con marcador de 1-0 sobre Trinidad y Tobago, y el anotador fue su compañero Randall Leal por medio de un tiro libre. El 25 de febrero, en el mismo escenario deportivo, la escuadra costarricense selló la clasificación a la siguiente ronda como segundo lugar tras vencer con cifras de 2-1 a Bermudas. El 1 de marzo, su conjunto perdió 2-1 contra Honduras, y dos días después empató a un tanto frente a Panamá. Con este rendimiento, la selección de Costa Rica quedó en el segundo puesto con solo un punto, el cual fue suficiente para el avance a la Copa Mundial que tomaría lugar en Corea del Sur. Estadísticamente, el mediocampista acumuló 126 minutos de acción, disputó tres juegos y en dos veces quedó en la suplencia.

#### Preolímpico de Concacaf de 2020
El 10 de marzo de 2021, Loría fue incluido en la lista final del entrenador Douglas Sequeira, para enfrentar el Preolímpico de Concacaf con la Selección Sub-23 de Costa Rica. El 18 de marzo arrancó en la suplencia e ingresó para los últimos dieciocho minutos frente a Estados Unidos en el Estadio Jalisco, donde se dio la derrota por 1-0. Tres días después participó 45 minutos ante México en el Estadio Akron, y en esta ocasión vio otra vez la derrota de su conjunto por 3-0. Este resultado dejó fuera a la selección costarricense de optar por un boleto a los Juegos Olímpicos de Tokio. El 24 de marzo permaneció en el banquillo en el triunfo de trámite por 5-0 sobre República Dominicana.
| Evento                          | Sede   | Resultado    | Partidos | Goles |
| ------------------------------- | ------ | ------------ | -------- | ----- |
| Preolímpico de Concacaf de 2020 | México | Primera fase | 2        | 0     |

### Selección absoluta
El 18 de enero de 2019, es convocado por primera vez al combinado absoluto dirigido por el entrenador Gustavo Matosas. El 2 de febrero se llevó a cabo el partido en fecha no FIFA contra Estados Unidos en el Avaya Stadium, en el que Loría fue titular por 76 minutos y su combinado perdió con marcador de 2-0.
El 23 de enero de 2020, el jugador regresa a una nómina de selección esta vez dirigida por Ronald González, con el motivo de efectuar un fogueo en fecha no FIFA. El 1 de febrero se dio el juego frente a Estados Unidos en el Dignity Health Sports Park. Loría se quedó en la suplencia y su país perdió por la mínima 1-0.

## Estadísticas

### Clubes
Actualizado al último partido jugado el 28 de septiembre de 2024.
| Club                              | Div.          | Temporada     | Liga  | Liga  | Liga   | Copas nacionales | Copas nacionales | Copas nacionales | Copas internacionales | Copas internacionales | Copas internacionales | Total | Total | Total  |
| Club                              | Div.          | Temporada     | Part. | Goles | Asist. | Part.            | Goles            | Asist.           | Part.                 | Goles                 | Asist.                | Part. | Goles | Asist. |
| --------------------------------- | ------------- | ------------- | ----- | ----- | ------ | ---------------- | ---------------- | ---------------- | --------------------- | --------------------- | --------------------- | ----- | ----- | ------ |
| Deportivo Saprissa · Costa Rica   |               |               |       |       |        |                  |                  |                  |                       |                       |                       |       |       |        |
| 1.ª                               | 2013-14       | 1             | 0     | 0     | —      | —                | —                | —                | —                     | —                     | 1                     | 0     | 0     |        |
| 1.ª                               | 2014-15       | 1             | 0     | 0     | —      | —                | —                | —                | —                     | —                     | 1                     | 0     | 0     |        |
| 1.ª                               | 2016-17       | 5             | 0     | 0     | —      | —                | —                | —                | —                     | —                     | 5                     | 0     | 0     |        |
| 1.ª                               | 2017-18       | 3             | 0     | 1     | —      | —                | —                | —                | —                     | —                     | 3                     | 0     | 1     |        |
| Total club                        | Total club    | 10            | 0     | 1     | 0      | 0                | 0                | 0                | 0                     | 0                     | 10                    | 0     | 1     |        |
| Portland Timbers 2 Estados Unidos |               |               |       |       |        |                  |                  |                  |                       |                       |                       |       |       |        |
| 2.ª                               | 2018          | 31            | 6     | 8     | —      | —                | —                | —                | —                     | —                     | 31                    | 6     | 8     |        |
| 2.ª                               | 2019          | 9             | 2     | 0     | —      | —                | —                | —                | —                     | —                     | 9                     | 2     | 0     |        |
| 2.ª                               | 2022          | 1             | 1     | 0     | —      | —                | —                | —                | —                     | —                     | 1                     | 1     | 0     |        |
| 3.ª                               | 2024          | 2             | 3     | 0     | —      | —                | —                | —                | —                     | —                     | 2                     | 3     | 0     |        |
| Total club                        | Total club    | 44            | 12    | 8     | 0      | 0                | 0                | 0                | 0                     | 0                     | 44                    | 12    | 8     |        |
| Portland Timbers Estados Unidos   |               |               |       |       |        |                  |                  |                  |                       |                       |                       |       |       |        |
| 1.ª                               | 2018          | —             | —     | —     | 1      | 0                | 0                | —                | —                     | —                     | 1                     | 0     | 0     |        |
| 1.ª                               | 2019          | 20            | 2     | 1     | 1      | 0                | 0                | —                | —                     | —                     | 21                    | 2     | 1     |        |
| 1.ª                               | 2020          | 15            | 0     | 0     | 6      | 0                | 0                | —                | —                     | —                     | 21                    | 0     | 0     |        |
| 1.ª                               | 2021          | 29            | 2     | 3     | —      | —                | —                | 4                | 1                     | 0                     | 33                    | 3     | 3     |        |
| 1.ª                               | 2022          | 28            | 2     | 2     | 1      | 0                | 0                | —                | —                     | —                     | 29                    | 2     | 2     |        |
| 1.ª                               | 2023          | 17            | 0     | 1     | 2      | 1                | 0                | 3                | 0                     | 1                     | 22                    | 1     | 2     |        |
| 1.ª                               | 2024          | 1             | 0     | 0     | —      | —                | —                | —                | —                     | —                     | 1                     | 0     | 0     |        |
| Total club                        | Total club    | 110           | 6     | 7     | 11     | 1                | 0                | 7                | 1                     | 1                     | 128                   | 8     | 8     |        |
| Total carrera                     | Total carrera | Total carrera | 164   | 18    | 16     | 11               | 1                | 0                | 7                     | 1                     | 1                     | 182   | 20    | 17     |
| 1. 2. Fuente:Transfermarkt        |               |               |       |       |        |                  |                  |                  |                       |                       |                       |       |       |        |

### Selección de Costa Rica
Actualizado al último partido jugado el 2 de febrero de 2019.
| Selección                  | Año | Eliminatorias | Eliminatorias | Eliminatorias | Continental | Continental | Continental | Mundial | Mundial | Mundial | Amistosos | Amistosos | Amistosos | Total | Total | Total  |
| Selección                  | Año | Part.         | Goles         | Asist.        | Part.       | Goles       | Asist.      | Part.   | Goles   | Asist.  | Part.     | Goles     | Asist.    | Part. | Goles | Asist. |
| -------------------------- | --- | ------------- | ------------- | ------------- | ----------- | ----------- | ----------- | ------- | ------- | ------- | --------- | --------- | --------- | ----- | ----- | ------ |
| Absoluta · Costa Rica      |     |               |               |               |             |             |             |         |         |         |           |           |           |       |       |        |
| 2019                       | -   | -             | -             | -             | -           | -           | -           | -       | -       | 1       | 0         | 0         | 1         | 0     | 0     |        |
| Total                      | 0   | 0             | 0             | 0             | 0           | 0           | 0           | 0       | 0       | 1       | 0         | 0         | 1         | 0     | 0     |        |
| 1. 2. Fuente:Transfermarkt |     |               |               |               |             |             |             |         |         |         |           |           |           |       |       |        |

## Palmarés

### Títulos nacionales
| Título                         | Club               | País           | Año  |
| ------------------------------ | ------------------ | -------------- | ---- |
| Primera División de Costa Rica | Deportivo Saprissa | Costa Rica     | 2014 |
| Primera División de Costa Rica | Deportivo Saprissa | Costa Rica     | 2016 |
| MLS is Back                    | Portland Timbers   | Estados Unidos | 2020 |